# عارف‌الکبیر فرهاد
عارف‌الکبیر فرهاد (بنگالی: আরিফুল কবির ফরহাদ؛ زادهٔ ۱۲ مارس ۱۹۸۰) بازیکن فوتبال اهل بنگلادش بود.
وی همچنین در تیم ملی فوتبال بنگلادش بازی کرده است.